# خط متعرج
الخط المتعرج هو شكل منحنٍ يظهر في عدة مجالات، مثل التصميم المعماري، الأثاث، وفي الرياضيات. يتميز هذا الشكل بانحناءاته التي تشبه حركة الأفعى، ومن هنا جاء اسم سيربنتين، حيث إن كلمة "متعرج" مشتقة من كلمة "أفعى" في اللغة اللاتينية.

## في العمارة والتخطيط العمراني

### الجدران المتعرجة في جامعة فرجينيا
تشتهر جامعة فرجينيا بجدرانها المتعرجة (المعروفة أيضًا باسم "الجدران المتموجة")، والتي تمتد على طول المساحات الخضراء الرئيسية في الحرم الجامعي. صمم هذه الجدران توماس جيفرسون، حيث جمع بين الجمال والوظيفة. الشكل المتموج لهذه الجدران يمنحها قوة إضافية، مما يسمح لها بأن تكون رقيقة دون أن تنهار.

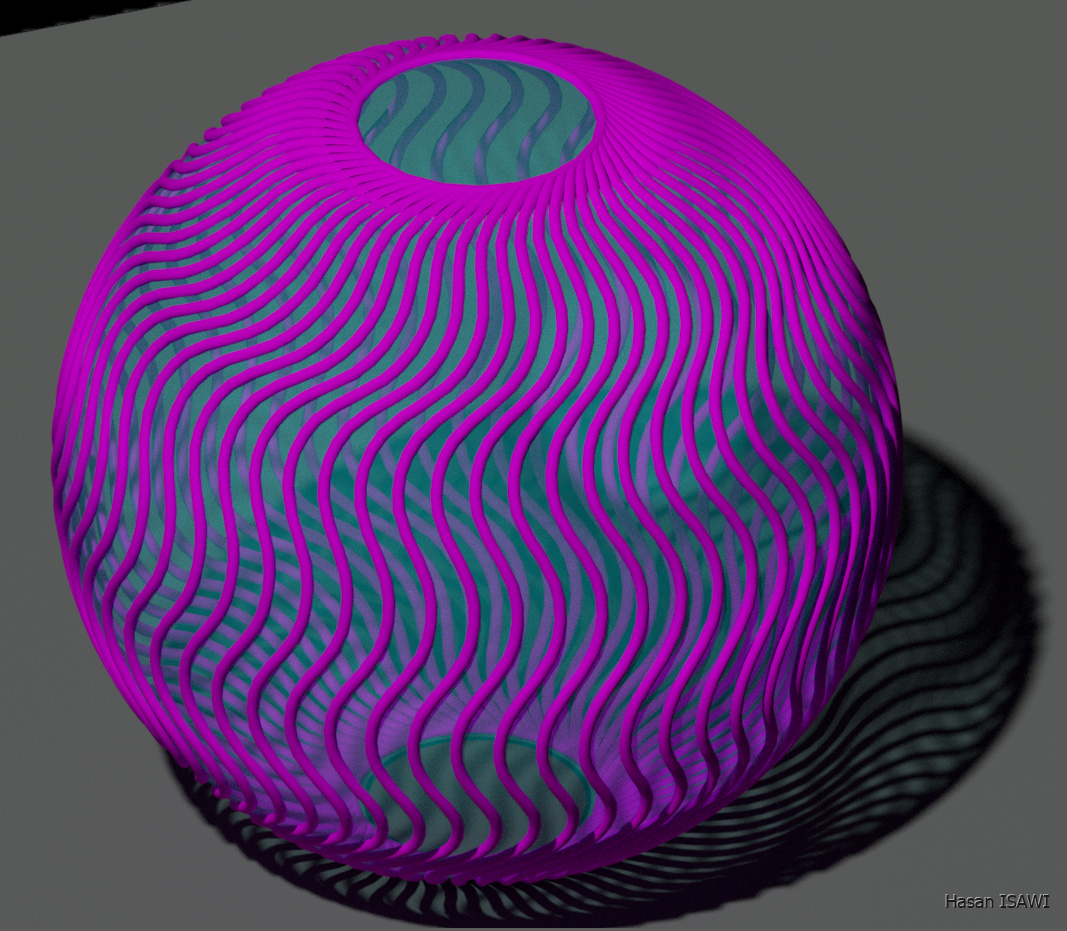
سلسلة قطبية لمنحنى متعرج كروي ينتج كل منحى عن حركة نقطة على سطح كرة على طول مسار مكون من أقواس دوائر متماسة فيما بينها.

### تصميم متعرج في المباني
في معهد ماساتشوستس للتكنولوجيا (MIT)، يتميز مبنى السكن الطلابي Baker House بتصميم متعرج، ما يمنح معظم الغرف إطلالة على نهر تشارلز، كما يضفي تنوعًا على شكل الغرف الداخلية.
أما في روما، فإن واجهة كنيسة سان كارلو آلي كواترو فونتاني (كنيسة القديس كارلو عند النوافير الأربع)، التي صممها المهندس المعماري بوروميني، تُعد مثالًا مميزًا على الاستخدام الفني للأشكال المتعرجة. تتميز الواجهة بمزيج من المنحنيات المحدبة والمقعرة التي تعطي المبنى مظهرًا ديناميكيًا بعيدًا عن الكلاسيكية التقليدية.

### المسارات والمياه المتعرجة
في مدينة لندن، يوجد بحيرة تحمل اسم "سيربنتين" تمتد عبر متنزهي هايد بارك وكينسينغتون غاردنز، وسُميت بهذا الاسم بسبب شكلها المتعرج الذي يشبه حركة الأفعى.
وفي قلعة هوارد بالمملكة المتحدة، هناك ممر متعرج يمتد على طول الحديقة الخلفية، ما يربط بين المساحات الرسمية والمناطق الطبيعية المحيطة، مما يمنح المكان انسيابية وتكاملًا مع المشهد العام.

### الشوارع المتعرجة
تستخدم بعض المدن الشوارع المتعرجة في المناطق السكنية، حيث تساعد هذه الانحناءات في تهدئة حركة المرور وتحسين السلامة، كما يمكن تزيينها بالعناصر الطبيعية مثل الأشجار والمنحوتات.

### في تصميم الأثاث
يُستخدم التصميم المتعرج في الأثاث، خاصة في الأدراج والخزائن ذات الواجهة المتعرجة. كان هذا التصميم شائعًا في عصر الروكوكو، حيث ظهر في كومودات لويس الخامس عشر والأثاث الإنجليزي في القرن الثامن عشر. أما عندما يكون هناك جزء مقعر بين منطقتين محدبتين، فإن التصميم يُعرف باسم "المتعرج العكسي" أو "شكل القوس الثور".

## في الرياضيات
في الرياضيات، يُطلق على الخط المتعرج اسم منحنى سيربنتين، وهو منحنى من الدرجة الثالثة وصفه إسحاق نيوتن. يتميز هذا المنحنى بخصائص هندسية خاصة، حيث يكون له نقطة انقلاب، ويقترب من خط معين دون أن يقطعه، ويتحرك بين خطين متوازيين.

## معرض صور

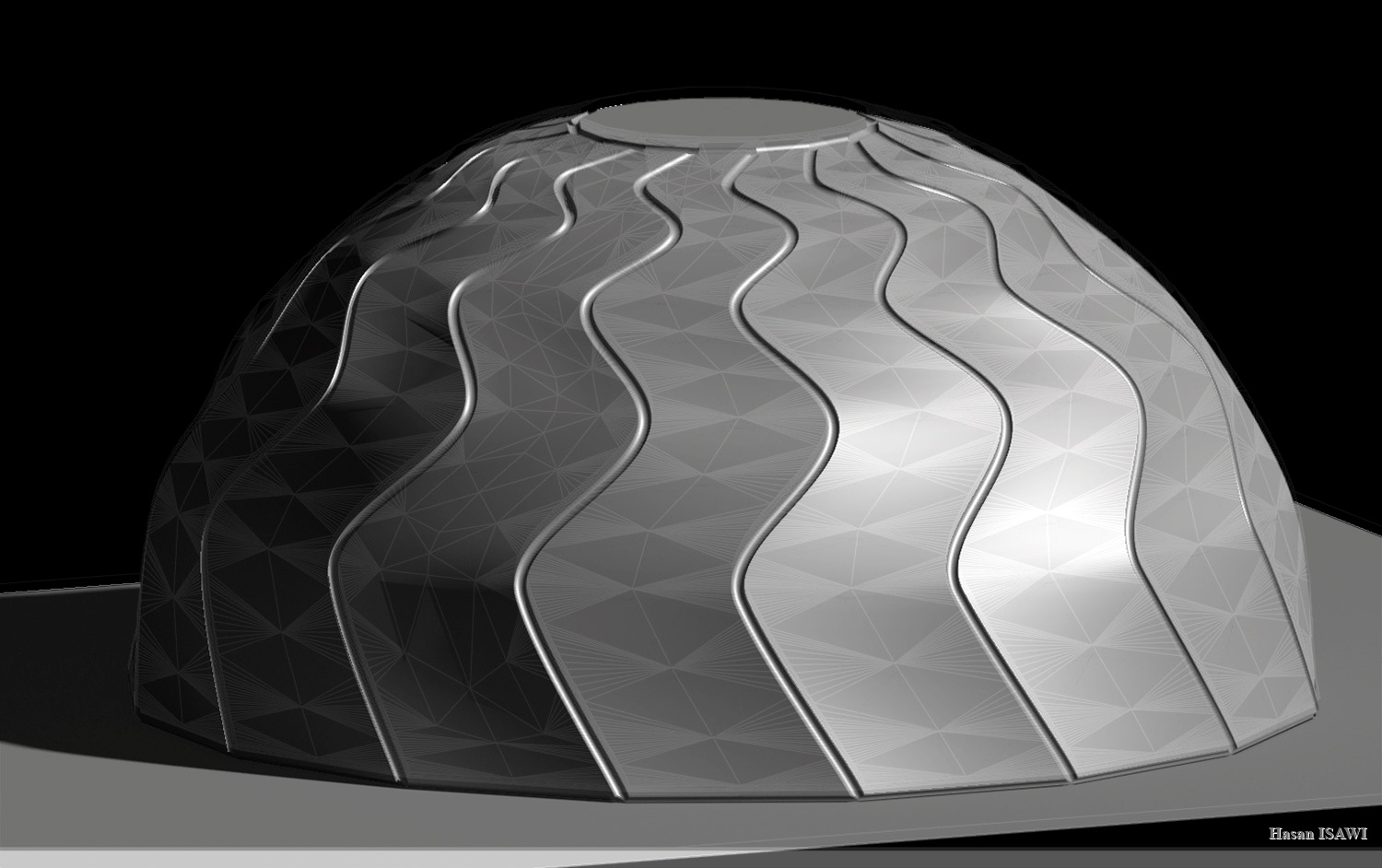
سلسلة قطبية لحلزون متعرج (Serpentine Helix) على سطح كروي